# Lycopus trabeatus
Lycopus trabeatus là một loài nhện trong họ Thomisidae.
Loài này thuộc chi Lycopus. Lycopus trabeatus được Eugène Simon miêu tả năm 1895.